# Frédéric Passy
Frédéric Passy (París, França, 20 de maig de 1822 - Neuilly-sur-Seine, 12 de juny de 1912) fou un economista i polític francès que promogué el pacifisme, per la qual cosa va rebre el primer Premi Nobel de la Pau el 1901, junt amb Jean Henri Dunant.

## Joventut i estudis
La família de Passy col·laborava al servei civil francès, a on va ingressar com comptable al seu Consell d'Estat el 1844, després d'haver estudiat dret. Posteriorment va retornar a la universitat però aquest cop per estudiar economia. El 1857 esdevé economista de prestigi amb la publicació dels seus assajos Mélanges économiques (o Barreges econòmiques). Seguirien moltes altres obres sobre economia, el treball, el desenvolupament, l'educació, la democràcia... i pels seu treball el 1877 fou escollit membre de l'Académie de Sciences Morales et Politiques. Els darrers anys de la seva vida, concretament el 1909, va publicar Pour la Paix (o Per la pau), una mena d'autobiografia centrada en les fites assolides per tal d'aconseguir la pau mundial.

## Activisme social i ideològic
Passy va defensar el lliure comerç, per creure que portaria a les nacions a unir esforços, amb el resultat de fer desaparèixer els conflictes armats. Amb aquesta mateixa finalitat, és a dir, per evitar una guerra entre França i Prússia per la disputa de Luxemburg, va fundar la Ligue internationale et permanente de la paix (o Lliga internacional i permanent de la pau), que més tard esdevindria la Societé française pour l'arbitrage entre nations (o Societat francesa per l'arbitratge entre nacions), precedent de la Societat de Nacions i les Nacions Unides.
El 1881 Passy va ser elegit membre de l'Assemblea Nacional, i durant els anys que va durar el seu càrrec va defensar els treballadors, les polítiques anti-colonials, el desarmament, l'arbitratge dels conflictes internacionals i la pau internacional. El 1888 el seu esforç conduí a una reunió entre parlamentaris britànics i francesos per discutir el concepte i l'abast de l'arbitratge internacional, que més tard, i amb la participació de més països, entre ells Espanya, portaria a la creació de la Unió Interparlamentària.
El 1901 rebé el Premi Nobel de la Pau, al costat del fundador de la Creu Roja Jean Henri Dunant, «pels seus treballs en favor de la pau i l'arbitratge entre països».